# Conspiración de Cato Street

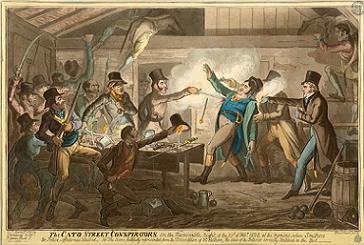
El arresto de los conspiradores. Ilustración de George Cruikshank (1820).

La conspiración de Cato Street (en inglés, el Cato Street Conspiracy) fue un intento fallido de asesinar, en 1820, al primer ministro británico, Lord Liverpool, y a todos los ministros del gobierno de Jorge III, el duque de Wellington, entre ellos. Aunque era un evento aislado, sin ningún vínculo con organizaciones en el extranjero, fue el anticipo de otros acontecimientos en el resto de Europa.
Junto con el complot de Despard de 1803, la conspiración de Cato Street es una de las más conocidas muestras de actividad revolucionaria en el Reino Unido del siglo XIX.

## Antecedentes
El primer ministro Lord Liverpool había asumido el cargo tras el asesinato, en 1812, de Spencer Perceval. Este hecho fue único, ya que Perceval es el único primer ministro británico en la historia en ser asesinado.
Tras las dos décadas de las guerras napoleónicas, y la pobreza generalizada de la clase obrera a causa de la revolución industrial, el regreso de numerosos soldados y marineros al Reino Unido sin perspectivas fomentaba el malestar general en el país, con incidentes como la masacre de Peterloo, el 16 de agosto de 1819, el radicalismo iba en aumento, mientras la respuesta del gobierno fue introducir más medidas represivas, después de que el ministro del interior, Henry Addington, el vizconde de Sidmouth, había suspendido el derecho básico de habeas corpus en 1817.
En este contexto social, algunos miembros de la Society of Spencean Philanthropists, creada por seguidores de Thomas Spence, un conocido radical inglés, liderados por Arthur Thistlewood, que ya había sido arrestado por alta traición por ser uno de los organizadores de los disturbios de Spa Fields de 1816, planearon derrocar el gobierno del rey Jorge III.

## Desenlace

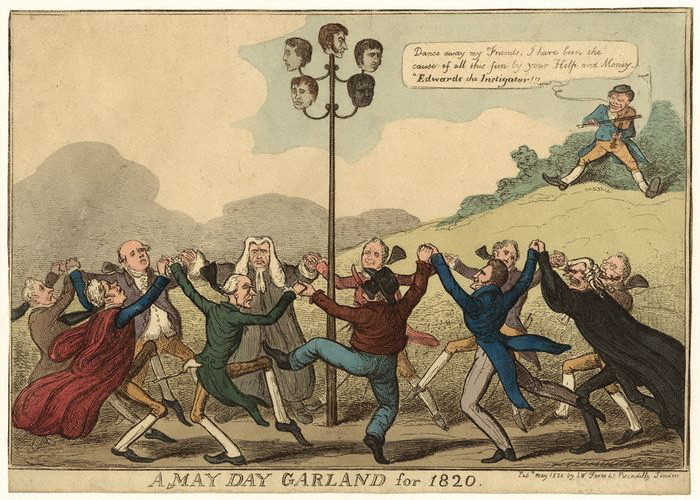
Caricatura contemporánea que muestra miembros del Establishment bailando alrededor del árbol de mayos, por el día de la ejecución de los conspiradores. La figura arriba a la derecha es el agente provocador, George Edwards, tocando el violín y cantando «Bailad, amigos míos. Con vuestra ayuda y dinero, os he proporcionado toda esta diversión». National Portrait Gallery.

Los conspiradores llevaban tiempo preparando un atentado, pero al enterarse el día 19 de febrero que todos los miembros del gobierno estarían reunidos el día 23 para cenar en la residencia de Lord Harrowby, el Lord Presidente del Consejo Privado del Reino, en Grosvenor Square, Londres, alquilaron un establo en la calle Cato, a una milla de la residencia de Harrowby.
Sin embargo, George Edwards, un agente provocador del gobierno, infiltrado en el grupo, alertó a las autoridades y los conspiradores fueron sorprendidos por los Bow Street Runners y un destacamento de los Coldstream Guards, uno de los regimientos de la Guardia Real, al mando de un nieto del recién fallecido Jorge III. Tras ser arrestados una treintena de conspiradores, cinco de los cabecillas, Thistlewood, John Thomas Brunt, William Davidson, John Ings y Richard Tidd, fueron ahorcados en público, y después decapitados, en el exterior de la cárcel de Newgate el 1 de mayo de 1820. Las sentencias de muerte para los otros implicados fueron conmutadas por el destierro penal. Por otra parte, el ministro del interior ya había secretamente enviado a Edwards a las islas del Canal para evitar así su juicio por alta traición.
La conspiración de Cato Street fue utilizada por el gobierno, cada vez más criticado por los ciudadanos, para justificar la necesidad de los llamados Six Acts (Seis Leyes), un paquete de medidas aprobado a finales del año anterior con la oposición de los Whigs. En la Cámara de los Comunes, sir Matthew Wood, un político muy popular, quien, antes de entrar en el parlamento, había sido el alcalde de la City de Londres, acusó al gobierno de orquestrar la conspiración expresamente para desestimar los intentos de reforma parlamentaria. Woods, era amigo y asesor de la reina Carolina, hermana del fallecido rey, y esposa del nuevo, Jorge IV y una defensora de las reformas radicales. Por otra parte, The Observer, normalmente progobierno, hizo caso omiso de las órdenes de la máxima autoridad del poder judicial británico, el Lord Chief Justice, sir Charles Abbott, de no informar sobre el juicio antes de haber sentencia. 

El parlamentario Whig, John Hobhouse, el futuro barón de Broughton, anotó en su diario que: 
Los hombres murieron como héroes. Ings, quizás fue demasiado escandaloso cantando 'Death or Liberty' (Muerte o libertad) y Thistlewood le dijo: «Silencio Ings; podemos morirnos sin todo este ruido».

## Cultura popular
En 1971, se estrenó en el Young Vic la obra de teatro Cato Street, escrito y dirigido por el actor y dramaturgo británico Robert Shaw, y con Vanessa Redgrave, Bob Hoskins y Malcolm Tierney en el reparto.